# 西尔维娅·阿尔布雷希特
西尔维娅·阿尔布雷希特（德語：Sylvia Albrecht，1962年10月28日—），德国女子速度滑冰运动员。她曾代表东德参加1980年冬季奥林匹克运动会速度滑冰比赛，获得一枚铜牌。